# Notoxenoides acalama
Notoxenoides acalama là một loài chân đều thuộc họ Paramunnidae. Loài này được Kensley mô tả khoa học năm 1984.